# Riyadus-Salihiin
Riyadus-Salikhin Reconnaissance and Sabotage Battalion of Chechen Martyrs RSRSBCM (også kendt som Sabotage and Military Surveillance Group of the Riyadh al-Salihin Martyrs,  Riyadh-as-Saliheen og 15 andre aliaser – "Riyadus-Salikhin" betyder "Martyrenes have") er en tjetjenskbaseret islamistisk/wahabittisk terrorgruppe oprettet af den nu afdøde Sjamil Basajev i 2002, med forbindelse til Osama bin Laden, al-Qaida og Taliban. Riyadus-Salikhin kæmper for et selvstændigt Tjetjenien og et islamisk kalifat over hele Kaukasus. Gruppen er enten en sammenlægning af eller udlægning af to andre tjetjenske terrorgrupper, begge også tidligere under Basajevs ledelse; Special Purpose Islamic Regiment (SPIR) og International Islamic Brigade (IIB).
Gruppen har taget ansvaret for en række terrorangreb, så som angrebet på de tjetjenske regeringsbygninger i i Grosnij i december 2002 (72+ døde), angrebet på et teater i Moskva i 2002 (170+ døde), selvmordangrebet på to russiske indenrigsfly i august 2004 (89 døde), et selvmordsangreb mod en undergrundsstation i Moskva i august 2004 (11 døde) og angrebet på en skole i den sydrussiske by Beslan i september 2004 (344+ døde).
Riyadus-Salihiin efter opfordring af Basajev var de første i Kaukasus til at gøre brug af kvindelige terrorister og af selvmordsterrorister – og ofte kombineret som kvindelige selvmordsterrorister (kaldet Shahidka). Regionen er ellers præget af den noget mildere sufitradition hvori dette er uhørt, men Riyadus-Salihiin er baseret på den fundamentalistiske saudiske wahabistiske udlægning af Islam – som oprindeligt er et fremmedelement i Kaukasus men efter Sovjetunionens sammenbrud er forsøgt indført af arabiske islamister.
Riyadus-Salikhin er opført på det amerikanske udenrigsministeriums liste over terrorgrupper (Patterns of Global Terrorism).
Tilintetgørelsen af Riyadus-Salikhins leder Sjamil Basajev i juli 2006 af russiske specialstyrker var en stort tilbageslag for gruppen, men den er fortsat med at eksistere og være en trussel.